# Чарльз Бернелл
Чарльз Бернелл (англ. Charles Burnell, 13 січня 1876 — 3 жовтня 1969) — британський академічний веслувальник.
Олімпійський чемпіон 1908 року в складі вісімки.